# Kortholt

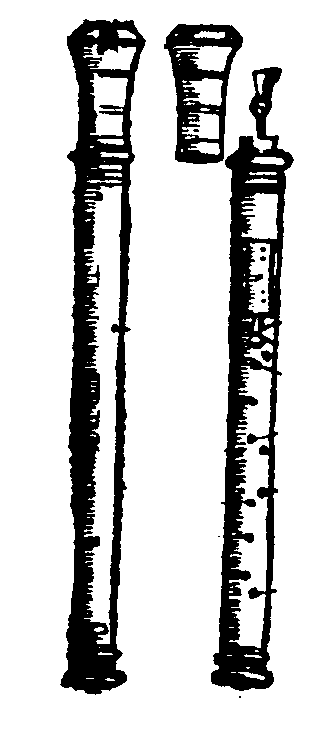
Kortholt Michael Praetorius Syntagma Musicum című művéből (1619)

A kortholt (alnémet kort = 'rövid' + Holt = 'fa') a reneszánsz korában népszerű fából készült fúvós hangszer, a nádnyelves hangszerek családjába tartozik. Neve arra utal, hogy a fagotthoz, dulciánhoz hasonlóan U alakú kettős furata van, így a viszonylag rövid hangszer is mély hangot tud kiadni. Ráadásul az említett hangszerektől eltérően ezek a furatok cilindrikusak, állandó keresztmetszetűek, ami még mélyebb hangot eredményez. 
Szélsapkában elhelyezett kettős nádsíppal szólaltatható meg, ami azt jelenti, hogy a játékos ajkaival közvetlenül nem érinti a nádfúvókát, hanem egy nyíláson keresztül levegőt fúj egy kamrába, amiben a nádsíp van. Emiatt, és a csőrezonátor hengeres mivolta miatt az oktávátfújás nem lehetséges, de számos hanglyuka és különleges fogásmódjai révén két oktáv hangterjedelem átfogására képes.
A görbekürthöz és a többi szélsapkás duplanádas hangszerhez hasonlóan zizegő, de azokénál lágyabb hangja van. A hangszer különböző méretű, szoprán, alt, tenor és basszus változatai konzortot alkottak.
Kortholt néven említik esetenként rokonhangszereit, a dulciánt és a sordonét is.